# جون إليوت
جون إليوت (بالإنجليزية: John Elliott)‏ (12 أكتوبر 1901 – 3 يوليو 1945) هو ملاكم من المملكة المتحدة راحل، مثّل بلاده في الألعاب الأولمبية الصيفية 1924.

## روابط خارجية
جون إليوت على موقع اللجنة الأولمبية الدولية (الإنجليزية)
- جون إليوت على موقع أوليمبيديا (الإنجليزية)
- جون إليوت على موقع اللجنة الأولمبية البريطانية (الإنجليزية)